# Algemeen Ereteken (Pruisen)

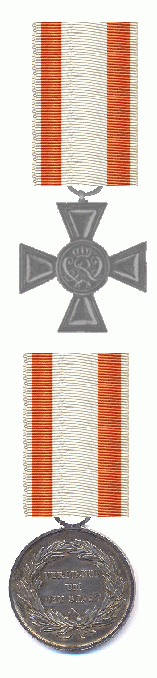
Het Algemeen Ereteken Ie en IIe Klasse

Het Algemeen Ereteken (Duits: Allgemeines Ehrenzeichen) was een Pruisische onderscheiding die van 1810 tot 1918 in meerdere uitvoeringen heeft bestaan. Er was van 1793 tot 1918 ook een soortgelijk Militair Ereteken.

## Geschiedenis
De geschiedenis van het Algemeen Ereteken van Pruisen kan men terugvoeren op de in de 18e eeuw gestichte Medaille voor Verdienste. Op 18 januari 1810 stichtte Koning Friedrich Wilhelm III van Pruisen een Algemeen Ereteken in twee klassen.
- Het Algemeen Ereteken der Ie Klasse (een zilveren kruis)
- Het Algemeen Ereteken der IIe Klasse (een zilveren medaille)

Het oorspronkelijke zilveren kruis werd op 1 januari 1830 de IVe Klasse van de Orde van de Rode Adelaar.
In 1848 besloot Koning Friedrich Wilhelm IV dat de Eerste Klasse van het Algemeen Ereteken een zilveren kruis met een geëmailleerd medaillon zou zijn. Dit medaillon droeg de woorden "Verdienst um den Staat". Het kruis werd in 1848 en 1849 aan een klein aantal mensen uitgereikt. In 1864 werd het weer afgeschaft.
Daarna werd dus uitsluitend een zilveren of gouden medaille verleend totdat in 1900 een nieuw kruis werd ingesteld.
De koning stelde in het besluit dat de medaille diende ter "beloning van verdienste in vredestijd". Van 1810 tot 1814 werd een gouden Medaille voor Verdienste, de "Goldenes allgemeines Verdienstmedaille" uitgereikt. Van 1810 tot 1820 was er een zilveren medaille. Het lint was dat van de Orde van de Rode Adelaar; wit met twee oranje strepen.
In 1814 werd ook het Militaire Ereteken ingesteld. De versierselen waren gelijk maar het lint van de militaire onderscheidingen was zwart met een witte streep langs de rand. In 1847 werden nieuwe muntstempels aangeschaft en deze werden gebruikt tot aan de afschaffing van alle Pruisische decoraties in 1918. Alle koningen hebben dus het monogram van Frederik Wilhelm III in ere gehouden. Alleen op de bronzen medaille die Wilhelm II van Pruisen, Keizer van Duitsland, in 1912 stichtte staat het monogram WIIR met het jaartal 1912. Toen Duitsland in de loop van de Eerste Wereldoorlog in grote economische problemen kwam werden er ook bronzen medailles van zogenaamd oorlogsmetaal, dat was zink, geslagen. Deze medailles zijn zeldzamer dan de werkelijk in brons uitgevoerde medailles. De andere versierselen van het Algemeen Ereteken werden tot aan de val van de Pruisische monarchie in 1918 van edelmetalen zoals zilver en goud vervaardigd. Verguld zilver vindt men alleen bij sommige kruisen van het in 1900 ingestelde Kruis van het Algemeen Ereteken.
Op 27 februari 1864 werd besloten dat de Eretekens voor militairen en voor burgers in het vervolg niet alleen aan verschillende linten zouden worden gedragen maar dat zij ook een verschillende inscriptie zouden gaan dragen. De Militaire Eretekens kregen nu de tekst "Kriegs Verdienst".
Over het algemeen zijn kruisen bij de Europese orden en onderscheidingen meer in aanzien dan medailles. Dat is bij dit Pruisisch Algemeen Ereteken ook het geval. Men hoefde de IIe klasse niet te dragen om de Ie Klasse te verwerven en zij die beide onderscheidingen bezaten droegen beide versierselen op hun linkerborst waarbij de Ie Klasse traditiegetrouw het dichtst bij het hart werd gedragen. Het Ereteken werd niet aan dames toegekend, de Pruisen kenden voor dames speciale damesorden en medailles die voor dames waren ingesteld.
De medailles die samen het Algemeen Ereteken vormen, werden eenvoudig uitgevoerd; in plaats van een bevestiging met een kogel en een losse ring werd een aan de medaille gesoldeerde ring van het toepasselijke materiaal, goud, zilver, brons of zink gebruikt.
Op de ring zijn sinds 1851 ook kleine medaillons met de getallen "50", "60", "65", en "70" aangebracht. Deze getallen staan voor jubilea waarbij een kruis voor zoveel dienstjaren werd uitgereikt. Dergelijke jubileumgetallen zijn bij Duitse onderscheidingen, maar vooral in Pruisen, niet ongebruikelijk.
Er zijn drie verschillende linten gebruikt en deze linten werden opgemaakt tot een "U"-vorm of een vierkant lint dat over een kartonnen of metalen plaatje was getrokken. Burgers droegen het modelversiersel waarbij het lint door de ring was getrokken en werd samengevouwen.

## Medailles met het Kruis van Genève

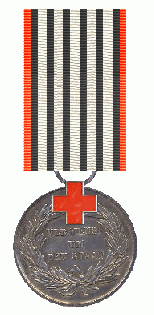
De medaille uit 1870

Bijzondere uitvoeringen van de IIe Klasse zijn de zilveren medailles met een daarop vastgesoldeerd rood geëmailleerd Kruis van Genève. Dit "Rode Kruis" teken werd aangebracht op de medailles van verdienstelijke verplegers en verpleegsters aan het front van de Frans-Duitse Oorlog in 1870. De keerzijde van de medaille werd niet versierd met een kruis.
Er waren ook Duitse burgers die zich vrijwillig als ziekendrager hadden aangemeld zoals Friedrich Nietzsche. De Frans-Duitse Oorlog was de eerste oorlog waarbij het in 1863 door Henri Dunant opgerichte Internationale Rode Kruis een rol kon spelen. Aan het front vielen tienduizenden doden en 232 732 gewonden die door artsen en verplegend personeel dat onder bescherming van het Kruis van Genève werkte werd verpleegd. Ook Nederland stuurde veldhospitalen en ambulances.
Men droeg de "Medaille mit dem Genfer Kreuz" aan een afwijkend lint zoals dat ook bij de met het Rode Kruis versierde ridderkruisen van de Kroonorde van Pruisen was gebruikt. Dit lint is wit met smalle rode biezen en zes verticale zwarte strepen. Het "Weißen, sechsmal schwarzgestreiften Band mit Rotem Vorstoß", was een lint waaraan ook de met het Kruis van Genève versierde kruisen der IIIe en IVe Klasse van de Pruisische Kroonorde mochten worden gedragen wanneer men ver van het front patriottische handelingen had verricht. In maart 1872 werd het lint door de koning officieel in "Erinnerungsband" omgedoopt.
In de Eerste Wereldoorlog werd door de Pruisische regering geen Algemeen Ereteken met het Rode Kruis verleend.

## De gouden medaille

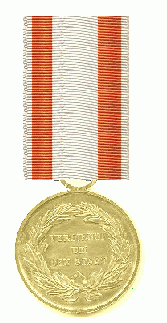
Medaille

Tot de eeuwwisseling was het in Duitsland gebruikelijk om zeer kostbaar uitgevoerde medailles en ridderkruisen te verlenen. In veel gevallen moesten deze dan ook weer worden teruggegeven na de dood van de gedecoreerde. Voor de versierselen werd een vast gewicht aan goud of zilver ter beschikking gesteld. Het vergulden van de zilveren onderdelen van een onderscheiding was niet gebruikelijk, de koningen waren standsbewust en doelbewust "royaal" bij het belonen van onderdanen en het decoreren van buitenlanders die om politieke of diplomatieke redenen moesten worden onderscheiden.
Het was vaak moeilijk om de decoraties weer terug te krijgen van de nabestaanden van de onderscheiden onderdanen, soms liet men zich immers mèt zijn onderscheidingen begraven. Bij buitenlandse gedecoreerden kostte het de kanselarijen van de ridderorden en de Pruisische Ordenskommission ook veel moeite om de ooit verleende onderscheidingen ook weer terug te ontvangen.
De kostbare massief gouden medaille van het Allgemeines Ehrenzeichen, het "Allgemeines Ehrenzeichen in Gold", heeft dan ook maar tien jaar bestaan voordat de kostbare medaille werd vervangen door een veel goedkoper uitgevoerd kruis.
De medaille werd aan het gebruikelijke witte lint met de twee oranje strepen op de linkerborst gedragen. Er zijn ook miniaturen van de medaille vervaardigd, deze werden aan een kettinkje of aan een klein lintje op de revers gedragen. Het was in Pruisen ook gebruikelijk om meerdere linten te verwerken in een enkele knoopsgatversiering voor in een gekleedkostuum.

## Het kruis

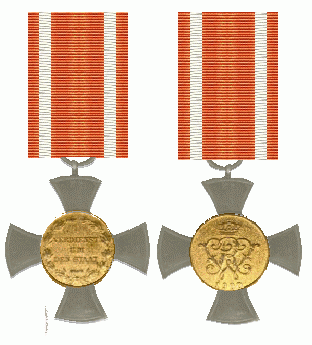
Kruis

Op 27 januari 1900 werd ook een Kruis van het Algemeen Ereteken ingevoerd. Dit kruis bestond tot 1918. Op de voorzijde van dit kruis met afgeronde zilveren armen is een kleine gouden medaille met de lauwerkrans en de tekst "VERDIENST UM DEN STAAT" geplaatst. Op de keerzijde is een gouden medaille met het monogram van Wilhelm II, zij het in een andere uitvoering dan op de bronzen medailles van het Algemeen Ereteken, gelegd. Daaronder staat het jaartal 1900. De zilveren armen zijn enigszins donker gemaakt. Anders dan bij de medailles van het Algemeen Ereteken het geval is werd het kruis aan een verbinding met een bol en een ring gedragen. Men droeg het kruis op de linkerborst.
Dit kruis verving de Gouden Medaille van het Algemeen Ereteken. Het kruis is van zilver en goud maar het was veel goedkoper dan de zware gouden medaille. Op de antiekmarkt brengt een gouden medaille van het Algemeen Ereteken in 2010 ongeveer 1300 Euro op. Het kruis is niet meer dan 100 Euro waard.
Er zijn kruisen met een verhoging in de vorm van een koningskroon bekend. Dergelijke verhogingen gaven blijk van de bijzondere gunst van de Keizer en Koning. Op de ring waarmee het kruis aan het lint is bevestigd zijn ook kleine medaillons met de getallen "50", "60", "65", en "70" aangebracht. Deze getallen staan voor jubilea waarbij een kruis voor zoveel dienstjaren werd uitgereikt.
Anders dan de medailles die voor verdiensten waren bedoeld was het kruis gedacht voor officieren en onderofficieren die ten minste dertig jaar hadden gediend.
Men droeg ook batons van het lint op uniformen bij gelegenheden waarbij geen modelversierselen werden gedragen en miniaturen van het kruis op de revers van rokkostuums.

## De bronzen medaille

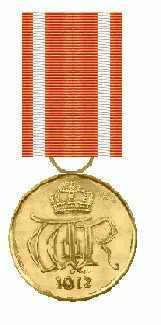
De Bronzen medaille uit 1912

De Pruisische samenleving was zeer standsbewust. Al werden de verdiensten van diegenen die werden voorgedragen voor een decoratie ook nauwkeurig gewogen, behalve de verdienste werd ook de maatschappelijke positie, de "stand" van de te decoreren onderdaan nauwkeurig gewogen. In de tweede helft van de 19e eeuw werd het gewoonte om ook eenvoudige mensen te decoreren en daarvoor werden medailles in het leven geroepen. Er kwam een medaille van de Kroonorde en een medaille van de Orde van de Rode Adelaar. De dragers van deze medailles waren geen lid van de desbetreffende ridderorde, dat was in de 19e eeuw en de vroege 20e eeuw ondenkbaar voor een man die met zijn handen werkte.
De medailles gelijken daarmee op de Nederlandse Eremedailles verbonden aan de Orde van Oranje-Nassau en de Eremedailles verbonden aan de Huisorde van Oranje. Deze voorzagen in dezelfde behoefte.
Wilhelm II, Keizer van Duitsland en Koning van Pruisen liet de bronzen medaille voorzien van zijn eigen monogram terwijl de voorzijde met de tekst "Verdienst un den Staat" gelijk was aan de andere medailles van het Algemeen Ereteken. Men verleende de medaille wanneer de verdiensten niet toereikend waren voor het toekennen van de zilveren medaille van het Ereteken IIe Klasse. Onder het wat hoekig, in een jugendstilachtige wijze uitgevoerde koninklijk monogram staat "1912", het jaartal van de stichting van de bronzen medaille.
De medaille werd aan het witte lint met de oranjestrepen van het Algemeen Ereteken gedragen.

## De plaats in het decoratiestelsel
De Ridderorden van Pruisen waren voor officieren en later ook voor de gegoede burgerij, de "Herrschaften" gedacht. Men kon in Duitsland een ridderkruis niet los zien van adeldom. Toch wild men in het even standsbewuste als correcte Pruisen ook de lagere standen kunnen belonen voor verdiensten. Frankrijk was Pruisen daarin voorgegaan met de instelling van het Legioen van Eer. Het daartoe ingevoerde Algemeen Ereteken kreeg een militair en een civiel lint en werd in deze vorm verleend zonder strikt op rang en stand te letten. In de praktijk was het Ereteken bestemd voor onderofficieren en burgerij. Wanneer het om bijzondere dienstjubilea ging kon iedere Pruis een Burgerlijk- of Militair Ereteken tegemoet zien.

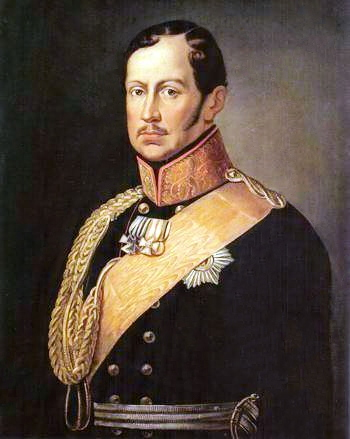
De stichter met het kruis op de linkerborst

De draagvolgorde van de Pruisische onderscheidingen was als volgt:
- Het IJzeren Kruis
- Het ridderkruis van de Huisorde van Hohenzollern met de Zwaarden
- De IIIe of IVe Klasse van de Orde van de Rode Adelaar met de Zwaarden
- De IIIe of IVe Klasse van de Kroonorde met de Zwaarden
- Gouden Kruis voor Militaire Verdienste
- Militair Ereteken der Ie Klasse
- Militair Ereteken der IIe Klasse
- Reddingsmedaille
- Het ridderkruis van de Huisorde van Hohenzollern
- De IIIe of IVe Klasse van de Orde van de Rode Adelaar
- De IIIe of IVe Klasse van de Kroonorde
- Het Algemeen Ereteken

De 19e eeuw was de bloeitijd van de ridderorden en de decoraties. Met name in Pruisen werden deze zeer gewaardeerd en veel gedragen. De Pruisische overheid verleende 411 verschillende kruisen, tekens en medailles. Ieder jaar op 18 januari was het jaarlijkse Ordensfest in het grote Berlijner slot van de Hohenzollern. Al diegenen die waren gedecoreerd hadden, met hun echtgenote, het recht om voor het keizerspaar te defileren. De Keizer en de Keizerin zaten op hun troon en urenlang werden de namen en waardigheden van de gedecoreerden en hun echtgenotes door ceremoniemeesters afgeroepen. De volgende dag verschenen de namen en de waardigheden, waaronder de nieuw verworven onderscheiding, minutieus in het Staatsblad. De lijst vulde meerdere dichtbedrukte pagina's. Het aantal gedecoreerden en het aantal onderscheidingen nam tijdens het Duitse Keizerrijk voortdurend toe. Uiteindelijk waren er 411 verschillende kruisen, sterren en medailles. Door de stratificatie van de orden wist iedere onderdaan niet alleen precies zijn plek, hij kon er ook zeker van zijn dat anderen hem, dankzij de gunst van de Duitse Keizer en de vorsten van het Duitse Rijk die samen ongeveer 3000 onderscheidingstekens hebben verleend, precies op waarde konden schatten. Critici zoals de cartoonisten van het kritische weekblad Simplicissimus spotten met de lintjesregen maar de Duitse bevolking was er, op de sociaaldemocraten na, verzot op.
De onderscheidingen van het Pruisisch Algemeen Ereteken werden ook in de periode van de Republiek van Weimar en tijdens het Derde Rijk nog veel gedragen. De laatste dragers van het Algemeen Ereteken mochten hun oude Pruisische decoraties ook als onderdaan van de Bondsrepubliek Duitsland blijven dragen. Voor zover aan de Pruisische eretekens een pensioen was verbonden, zoals bij het Militair Ereteken in Goud, werd dat door de Bondsrepubliek Duitsland betaald. De laatste dragers zijn inmiddels overleden.

## Een overzicht van de onderscheidingen
In de loop van 108 jaar werden er zoveel wijzigingen in het Allgemeines Ehrenzeichen aangebracht dat een tabel nodig is om duidelijk te maken welk versiersel in welk jaar werd uitgereikt.